# Bouville (Seine-Maritime)
Bouville is een gemeente in het Franse departement Seine-Maritime (regio Normandië) en telt 994 inwoners (1999). De plaats maakt deel uit van het arrondissement Rouen.

## Geografie
De oppervlakte van Bouville bedraagt 12,4 km², de bevolkingsdichtheid is 80,2 inwoners per km².

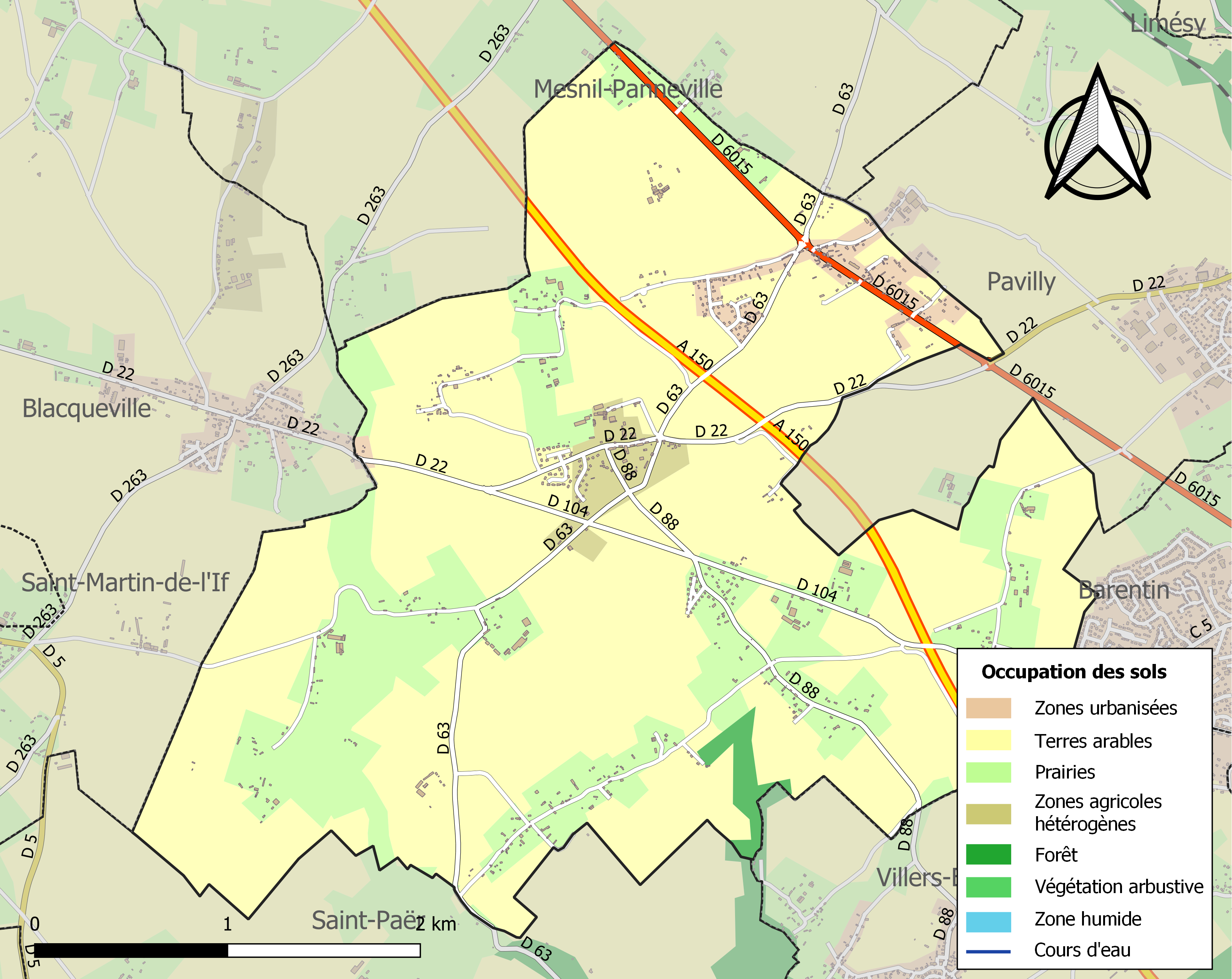
Kaart van de gemeente met de belangrijkste infrastructuur, bodemgebruik en omliggende gemeenten

## Demografie
Onderstaande figuur toont het verloop van het inwonertal (bron: INSEE-tellingen).